# Иоанникий (Дмитриев)
Архимандрит Иоанникий (в миру Иван Алексеевич Дмитриев; 1875, деревня Редкие Дворы, Тульская губерния — 23 ноября 1937, Калужская область) — архимандрит Русской православной церкви.
Канонизирован в лике преподобномучеников Собора святых новомучеников и исповедников Российских на Юбилейном Архиерейском соборе Русской православной церкви в августе 2000 года для общецерковного почитания.

## Биография

### Ранние годы
Иван Дмитриев родился в 1875 году в деревне Редкие Дворы Московской губернии в крестьянской семье. У него было четверо братьев и сестёр. В детстве Иван за три года прошёл обучение грамоте на дому у сельского учителя, в остальное время занимался обычной деревенской работой, летом работал пастухом. По исполнении двенадцати лет вместе с артелью деревенских портных три года ходил по деревням учеником, обучался швейному мастерству. Почти ежедневно посещал церковь, читал много духовных книг. Когда исполнилось семнадцать лет, отправился в Москву и устроился работать в портняжную мастерскую. По достижении им двадцатилетия умерла мать, и Иван Дмитриев принял на себя все расходы по содержанию семьи — отца и четверых братьев и сестёр.

### Церковная деятельность
В 1908 году, когда Ивану Дмитриеву исполнилось 33 года, он приезжает в Оптину пустынь и в течение двух недель живёт в ней, часто беседуя с настоятелем, после чего тот принимает его в обитель послушником. Впоследствии Иван Алексеевич Дмитриев принимает пострижение в монахи под именем Иоанникия.
С 1917 года — эконом в архиерейском доме у епископа Калужского Феофана (Тулякова).
В 1918 году мобилизован в тыловое ополчение, служба в течение двух лет.
В 1921 году рукоположён в сан иеромонаха епископом Феофаном. Иоанникий отправляется служить село Сухиничи неподалёку от Калуги.
В 1928 году возведён в сан игумена, определён настоятелем Георгиевского монастыря в городе Мещевске.

### Первый арест и ссылка
В 1929 году монастырь был закрыт, на его месте организовывается коммуна «Искра». Отца Иоанникия назначают настоятелем мещевского собора, и монашествующие, после закрытия монастыря живущие на частных квартирах, образовывают вокруг собора нечто вроде подобия монастырской общины, проводя уставные службы в соборе и строго соблюдая устав. Это обращает на себя внимание власти и, в сентябре 1932 года арестовываются девятнадцать мещёвских жителей, в том числе одиннадцать монахов и монахинь. Им инкриминируется создание контрреволюционной группировки из монашествующих и бывших торговцев и проведении агитации против мероприятий советской власти по проведению коллективизации. Игумен Иоанникий был арестован 31 октября и заключён в тюрьму города Брянска. 16 ноября, на вопросы следователя и предъявленные обвинения отец Иоанникий отвечал:

«По существу предъявленного мне обвинения в создании контрреволюционной группировки из монашествующих и бывших торговцев и проведении агитации против мероприятий советской власти виновным себя не признаю. Служба в церкви шла продолжительно, хотя некоторые молитвословия монашеские и были сокращены. Акафисты в начале службы читались, а потом во время самой службы пелись, но это было заведено ещё до меня. Службы проходили в церкви ежедневно. Это я делал из-за заботы об истинной христианской православной вере, как и должен был делать каждый священник. Никакого подпольного монастыря при мещевском соборе у нас не было. Все монашествующие признавали меня за своего духовника, но за старшего не считали». … «Указанные мне, якобы конкретные, случаи моей контрреволюционной деятельности категорически отрицаю и заявляю, что я нигде и никогда не говорил против тех или других мероприятий советской власти. Со стороны арестованных со мною я также ни разу не слышал что-либо против мероприятий советской власти».

Однако 15 марта 1933 года тройкой ОГПУ игумен Иоанникий всё-таки был приговорён к достаточно мягкому наказанию — ссылке на пять лет в Северный край. По возвращении из ссылки он был возведён в сан архимандрита и направлен служить в Николо-Казинский храм в городе Калуге.

## Второй арест и гибель
Осенью 1937 года НКВД снова арестовывает архимандрита Иоанникия вместе с архиепископом Августином и группой духовенства Калуги. 28 октября на допросе он даёт следующие показания:

«Я среди духовенства и верующих неоднократно высказывал недовольство советской властью, обвиняя её в том, что в результате её политики по всему Советскому Союзу по требованию советской общественности закрылись церкви, кроме этого я говорил о том, что советская власть несправедливо проводит репрессии в отношении бывших людей… и духовенства».

Однако в совершении им контрреволюционной деятельности виновным себя не признал и оговаривать других отказался.
19 ноября 1937 года особой тройкой НКВД игумен Иоанникий (Дмитриев) вместе с архиепископом Августином (Беляевым), протоиереем Иоанном Сперанским, псаломщиками Алексеем Горбачёвым, Аполлоном Бабичевым и членом церковного совета Михаилом Арефьевым приговаривается к расстрелу
Приговор приведён в действие 23 ноября 1937 года. Расстрелянные погребены в общей безвестной могиле.
Причислен к лику святых Новомучеников и Исповедников Российских на Юбилейном Архиерейском Соборе Русской Православной Церкви в августе 2000 года для общецерковного почитания.